# سلمان هاشميكوف
سلمان هاشميكوف (الروسية: Салман Хасимиков) (4 مايو 1953 - 28 مايو 2025 م)، هو مصارع شيشاني من روسيا بارز بالوزن الثقيل. فاز بميداليتين ذهبيتين في أوربا وأربع ميداليات في بطولة المصارعة الحرة (في الأعوام 1979، و1981، و1982، و1983)، وبالميدالية الذهبية الأوربية والعالمية بصفته جونيور في 1970 و1971. أمضى خمس سنوات مصارعًا محترفًا في اليابان، بعد مهنة عمل مخفقة. وهناك فاز ببطولة الوزن الثقيل آي دبليو جي بي من بيغ فان فيدر في مايو 1989.

## مهنة المصارعة المحترفة
بعد مهنة طويلة كمصارع هاو، سافر مصارع هاشيميكوف وفيكتور زانجريف إلى اليابان للتدرب على المصارعة المحترفة في دوجو إن جاي بي دبليو على وجه التحديد من قبل مؤسس إن جاي بي دبليو أنطونيو إينوكي. ظهر هاشميكوف لأول مرة ضد صديقه زانجريف في 22 فبراير 1989 في مباراة استعراضية مدتها خمس دقائق انتهت بالتعادل بين بطلتي العالم للهواة السابقين. في 25 مايو من ذلك العام هزم هاشميكوف بيغ فان فيدر ليصبح أول أوروبي يفوز ببطولة الوزن الثقيل آي دبليو جي بي. كانت فترته كبطل قصيرة حيث خسر البطولة في دفاعه الأول بعد 48 يومًا فقط إلى ريكي تشوشو. كان هاشميكوف أول روسي مولود فعليًا يفوز بلقب المصارعة المحترفة في الدول الرأسمالية. وقبل انتهاء الحرب الباردة في ذلك الوقت كان معظم «الروس» في أمريكا الشمالية واليابان في الواقع شخصيات لعب دورها إما أحفاد شخصيات روسية أو مصارعون لا صلة لهم بروسيا. وفي ديسمبر 1990 سافر هاشميكوف وزانجيف إلى الولايات المتحدة لأول مرة، لعرض المصارعة الوحيد له هناك، ستارركايد 1990. وهناك في ستارركايد، شارك هاشميكوف وزانجريف في دورة بات أوكونور التذكارية للفرق الثنائية. في الجولة الأولى، هزما فريق داني جونسون وتروي مونتور اللذين مثلَا كندا. في الجولة الثانية، خسر الفريق الروسي أمام ممثلي إن جاي بي دبليو السيد سايتو وغريت موتا. بعد عودته إلى اليابان، عمل هاشميكوف في يو دبليو إف إنترناشونال في عامي 1993 و1994.

## البطولات والإنجازات
- نيو جابان برو ريسلينغ

- بطولة الوزن الثقيل آي دبليو جي بي (مرة واحدة)

## وفاته
توفي سلمان هاشميكوف يوم الأربعاء أول ذي الحِجَّة 1446هـ الموافق 28 مايو (أيَّار) 2025م.

## روابط خارجية
- سلمان هاشميكوف على موقع قاعدة بيانات المصارعة الدولية (الإنجليزية)
- سلمان هاشميكوف على موقع WrestlingData.com (الإنجليزية)
- سلمان هاشميكوف على موقع CageMatch worker (الإنجليزية)
- سلمان هاشميكوف على موقع قاعدة بيانات المصارعة على الإنترنت (الإنجليزية)